# Zbilje
Zbilje este o localitate din comuna Medvode, Slovenia, cu o populație de 630 de locuitori.